# Calle de San Bernardino
La calle de San Bernardino es una vía pública de la ciudad española de Madrid, situada en el barrio de Universidad, distrito Centro.

## Descripción
La vía, que en otros tiempos se conoció también como «calle de San Joaquín» y «calle de la Puebla de Peralta», discurre desde la calle de los Reyes hasta la plaza de Cristino Martos. Con el título, honra a Bernardino de Siena (1380-1444), santo católico, que fue predicador y misionero franciscano; la calle conducía al convento de religiosos franciscanos de San Bernardino. Aparece descrita en Las calles de Madrid (1889) de Hilario Peñasco de la Puente y Carlos Cambronero con las siguientes palabras:

San Bernardino. Comienza en la plaza de las Capuchinas y termina en la de Afligidos. En el plano de Texeira aparece con el nombre de San Joaquín; en el de Espinosa con el actual. San Bernardino nació en Masa, ciudad del territorio de Sena. Fué gran teólogo y aventajado canonista: brilló también como orador sangrado. Escribió muchas obras. Murió á los setenta y cuatro años de edad, en el de 1444. Proviene el nombre de la calle de que era el camino directo al convento de religiosos franciscanos de San Bernardino. Esta calle se llamó también de la Puebla de Peralta.
(Peñasco de la Puente y Cambronero, 1889, p. 280)

## Inmuebles notables
- Palacio del Marqués de Santa Cruz